# Pauline Brunius
Pauline Brunius, nata Emma Maria Pauline Lindstedt (Stoccolma, 10 febbraio 1881 – Stoccolma, 30 marzo 1954), è stata un'attrice e attrice teatrale svedese.

## Filmografia parziale
- Il vecchio castello (Gunnar Hedes saga), regia di Mauritz Stiller (1923)
- Karl XII, regia di John W. Brunius (1925)
- Charlotte Löwensköld, regia di Gustaf Molander (1930)
- Doktorns hemlighet, regia di John W. Brunius (1930)